# Авхимки
Авхи́мки (бел. Аўхімкі) — деревня в составе Каменского сельсовета Чаусского района Могилёвской области Республики Беларусь.

## Население
- 2010 год — 23 человека